# Моя бабуся (фільм, 1929)
«Моя бабуся» (груз. «ჩემი ბებია», рос. «Моя бабушка») — грузинський радянський художній фільм 1929 року кінорежисера Коте Мікаберідзе.

## Історія фільму
Сатирична комедія. Фільм, що пережив друге народження і перше справжнє визнання в 70-ті роки. А 1929-го фільм був заборонений до показу як «антирадянська картина» з «троцькістським відношенням до загнивання радянської системи». Тепер розумієш наскільки ця оцінка була вірна і як смертельно небезпечна вона була тоді. Зловісна тінь першого публічного політичного процесу «Процесу Промпартії», арешти і чистки в промисловості й держапараті, які послідували за ним, боротьба з троцькізмом — ось, що вплинуло на долю фільму. Так само як на «Державного чиновника» Івана Пир'єва. У боротьбі за вихід фільму на екран, Пир'єв просто перетворив всіх бюрократів і старих спеців на шкідників, чим зіпсував його багато в чому. А «Моя бабуся» лягла на полицю у первозданному вигляді і дочекалася кращих часів. Коли, відкинувши злободенну проблематику боротьби з бюрократизмом, зацікавилися формою і естетикою фільму. А тут було на що подивитися.
Фільм став режисерським дебютом Коте Мікаберідзе — зірки німого грузинського кіно, партнера красуні, улюбленки публіки — Нато Вачнадзе. Він прихилявся перед поетичним і сатиричним даром великого земляка Володимира Маяковського. «Моя бабуся» схожа на кінодосліди поета, його новаторські, сатиричні сценарії кінця 20-х років. Вони не отримали рівноцінного своїм літературним якостям екранного втілення. Зате дали матеріал відомому «Клопові» і «Лазні».

## Сюжет
Пошуки «бабусі», не милої старенької, а «руки», яка і лист напише і тепле містечко виб'є, — ось і вся історія. Але не в сюжеті справа, а в жанрі, стилі, мові фільму. Сатирична фантасмагорія, похмурий гротеск, оживша карикатура, гра — як спосіб осміювання і викриття. За величезним круглим столом зібралися дорослі люди, які своїми звичками нагадують підлітків. Один возиться з іграшковою автомашиною, а інший намагається його відняти; двоє ріжуться в карти; третій кидає паперових голубів в молоденьку пішбаришню. На спинці крісла в кожного дощечка, які бувають на дверях службових кабінетів: «Нач. канцелярії», «Головбух», «Засідання», «Кінчив справу, гуляй сміливо», «Не заважати» тощо. Цей круг «гри в діяльність» і був моделлю радянської установи. Сюди прийшов робітник з якоюсь заявою. Папір виривався з його рук, літав від одного чиновника до іншого і, нарешті, сам «ліг під сукно». Розгніваний пролетар, монументалізованний ракурсом зйомки, світлом, з'являвся невблаганною, караючою силою. У цій ролі статуарний і величний був майбутній великий трагік, незабутній Отелло, Акакій Хорава.
Численні трюки режисер використовував дотепно, зі смаком, технічно бездоганно. З початку до кінця він витримав ритм, органічний для комедії такого типу. Щедрій, буйній фантазії Мікаберідзе були явно тісні рамки ігрового фільму. І він включив в нього елементи мультиплікації. Мальовані чоловічки, що живуть під ліжком в будинку того, хто шукає «бабусю», виявлялися сусідами його по комунальній квартирі, які негайно розносять звістку про його звільнення із служби. Оживали дитячі ляльки і втручалися в родинну сцену між чоловіком і дружиною. Мікаберідзе першим у грузинському кінематографі використовував тут об'ємну мультіпліїкацію. Умовні декорації, контрастні світлто-тіньові ефекти, вивихнуті ракурси. Форма фільму була гранично загостреною. Природно і гра акторів була відмічена умовністю. Рухи були незграбними, механістичними, як у маріонеток. Серед них не виявилося місця для актора Коте Мікаберідзе, виконавця романтичних і героїчних ролей. Цікаво працювали Олександр Такайшвілі, Михайло Абесадзе. Блиснула Олена Чернова.
Коте Мікаберідзе — зі старовинного дворянського грузинського роду, з великої дружної тіфлісської сім'ї, жив гідно, не суєтливо, слави не шукав. Вона його знайшла після виходу «Моєї бабусі» в прокат, показів за кордоном. Цей фільм зайняв своє місце серед класичних творів грузинського кіно.

## У ролях
- Олександр Такайшвілі — бюрократ
- Олена Чернова — дружина бюрократа
- Є. Ованов — швейцар
- Акакій Хорава — робітник
- Михайло Абесадзе
- Г. Абсалімова
- К. Лавретськи

## Над відновленою версією 1976 року працювали
- Кіностудія «Грузія-фільм»
- Режисер: Лейла Горделадзе
- Автори тексту: Г. Мдівані, Лейла Горделадзе
- Композитор: Олег Каравайчук
- Звукооператор: Шошитайшвілі
- Монтажер: О. Геворкян
- Оператор комбінованих зйомок: К. Сарішвілі
- Редактор: А. Джугелі
- Директор фільму: С. Сіхарулідзе

## Нагороди

### МФФ уСанкт-Петербурзі1994року
- Невідомі шедеври кіно